# Ilan Bakhar
Ilan Bakhar (en hebreu: אילן בכר) és un exfutbolista israelià, nascut a Ramat Gan. Ocupava la posició de defensa i va ser internacional amb el seu país en sis ocasions.
Al llarg de la seua carrera va militar en diversos equips del seu país, destacant especialment al Hapoel Tel Aviv FC. No va tenir massa fortuna en les seues experiències foranes: tan sols jugà dos partits amb el Racing de Santander espanyol i no va arribar a debutar amb l'Sporting Braga de Portugal.

## Palmarès
- Lliga d'Israel 99/00
- Copa d'Israel 99/00
- Toto Cup 01/02